# Nemeshany, Veszprém
Nemeshany  este un sat în districtul Sümeg, județul Veszprém, Ungaria, având o populație de 428 de locuitori (2011). 

## Demografie
Componența etnică a satului Nemeshany
     Maghiari (99,05%)
     Români (0,95%)
Componența confesională a satului Nemeshany
     Romano-catolici (53,74%)
     Luterani (5,37%)
     Fără religie (4,21%)
     Reformați (2,8%)
     Necunoscută (33,88%)
Conform recensământului din 2011, satul Nemeshany avea 428 de locuitori. Din punct de vedere etnic, majoritatea locuitorilor (99,05%) erau maghiari.  Din punct de vedere confesional, majoritatea locuitorilor (53,74%) erau romano-catolici, existând și minorități de luterani (5,37%), persoane fără religie (4,21%) și reformați (2,8%). Pentru 33,88% din locuitori nu este cunoscută apartenența confesională.